# Aermacchi SF-260

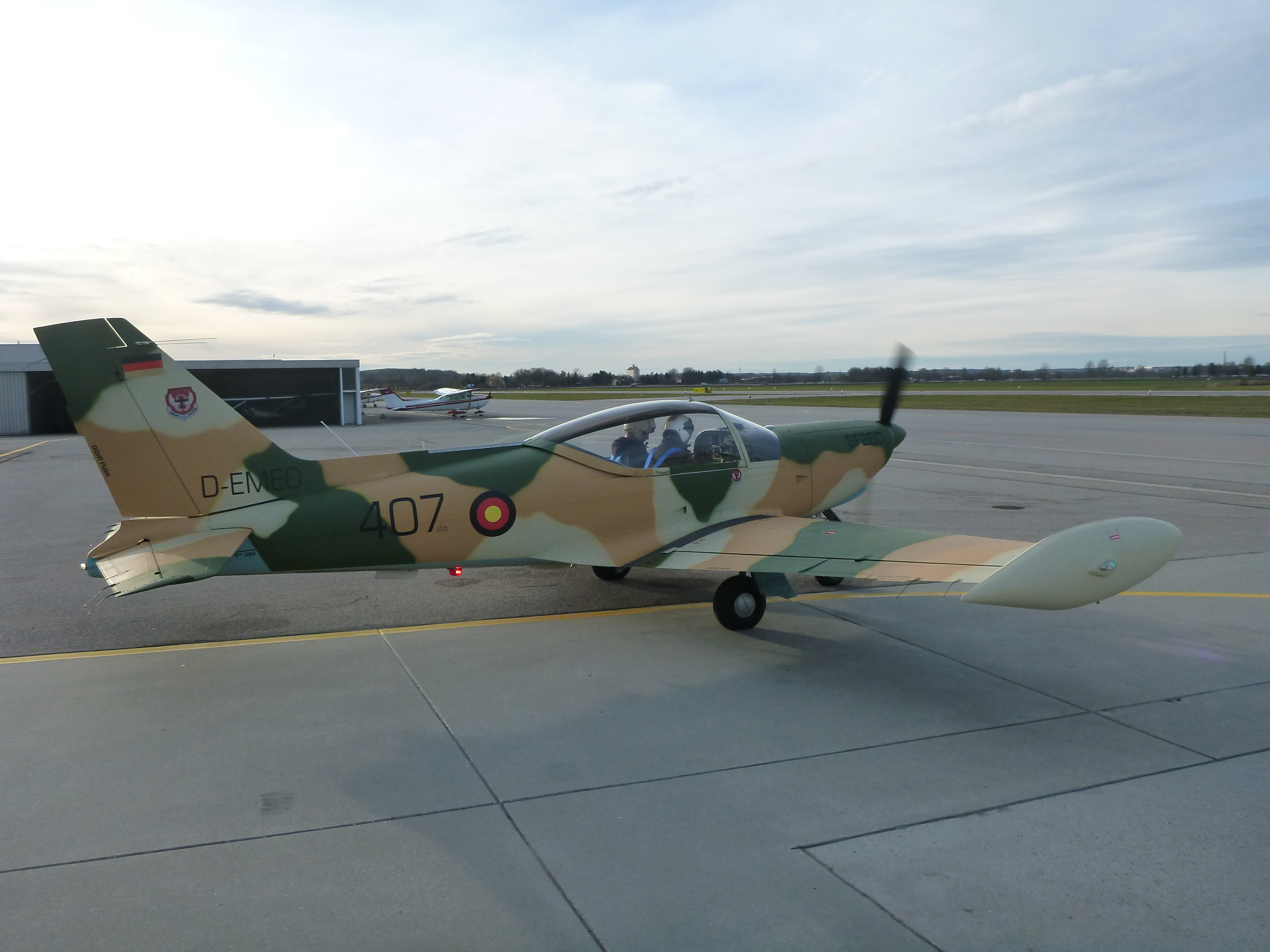
SF-260 desmilitarizado en el Aeropuerto de Augsburg

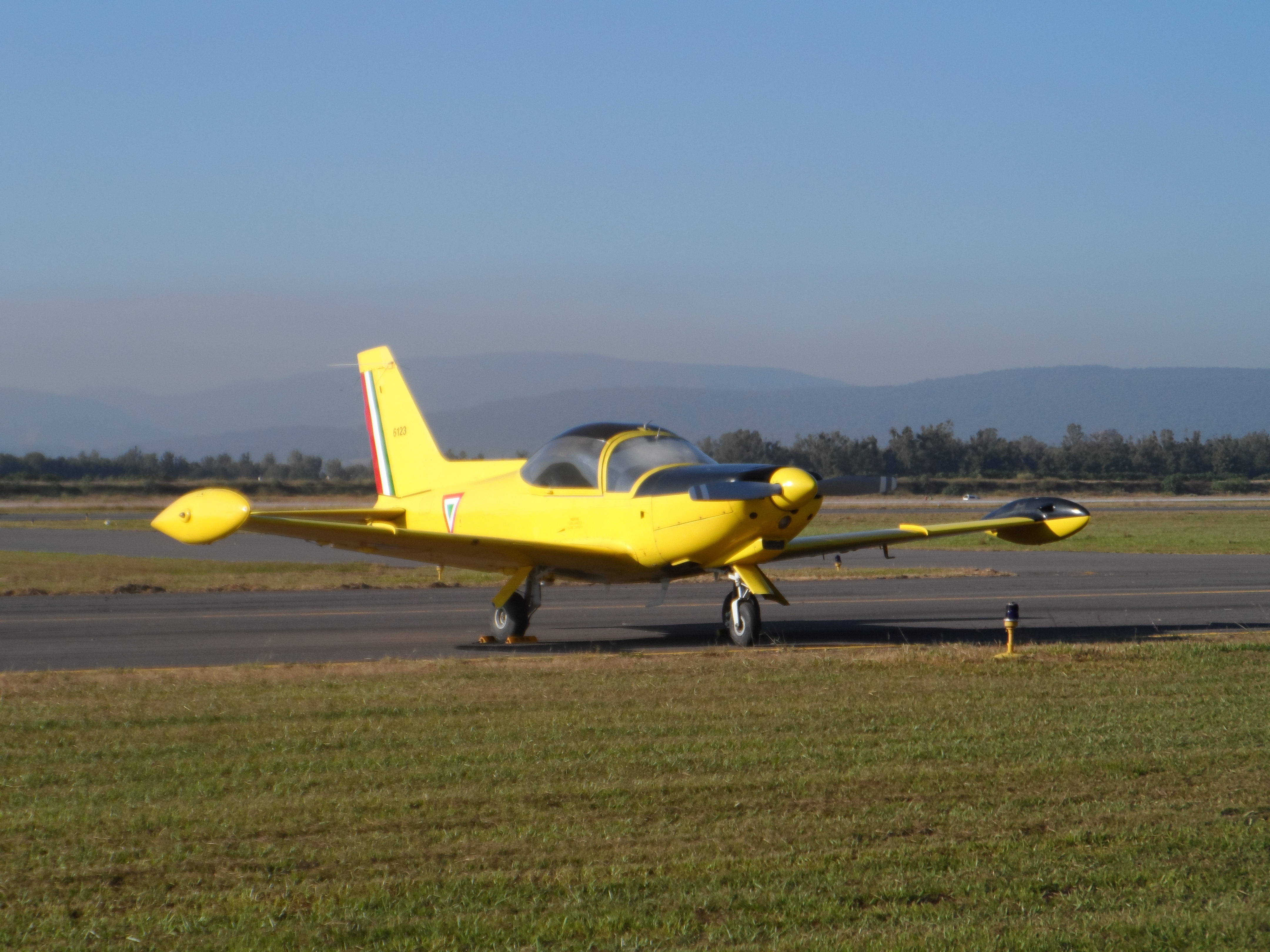
Aermacchi SF-260F (6123) de la Escuela Militar de Aviación de la Fuerza Aérea Mexicana en la Base aérea n.º 5 Zapopan.

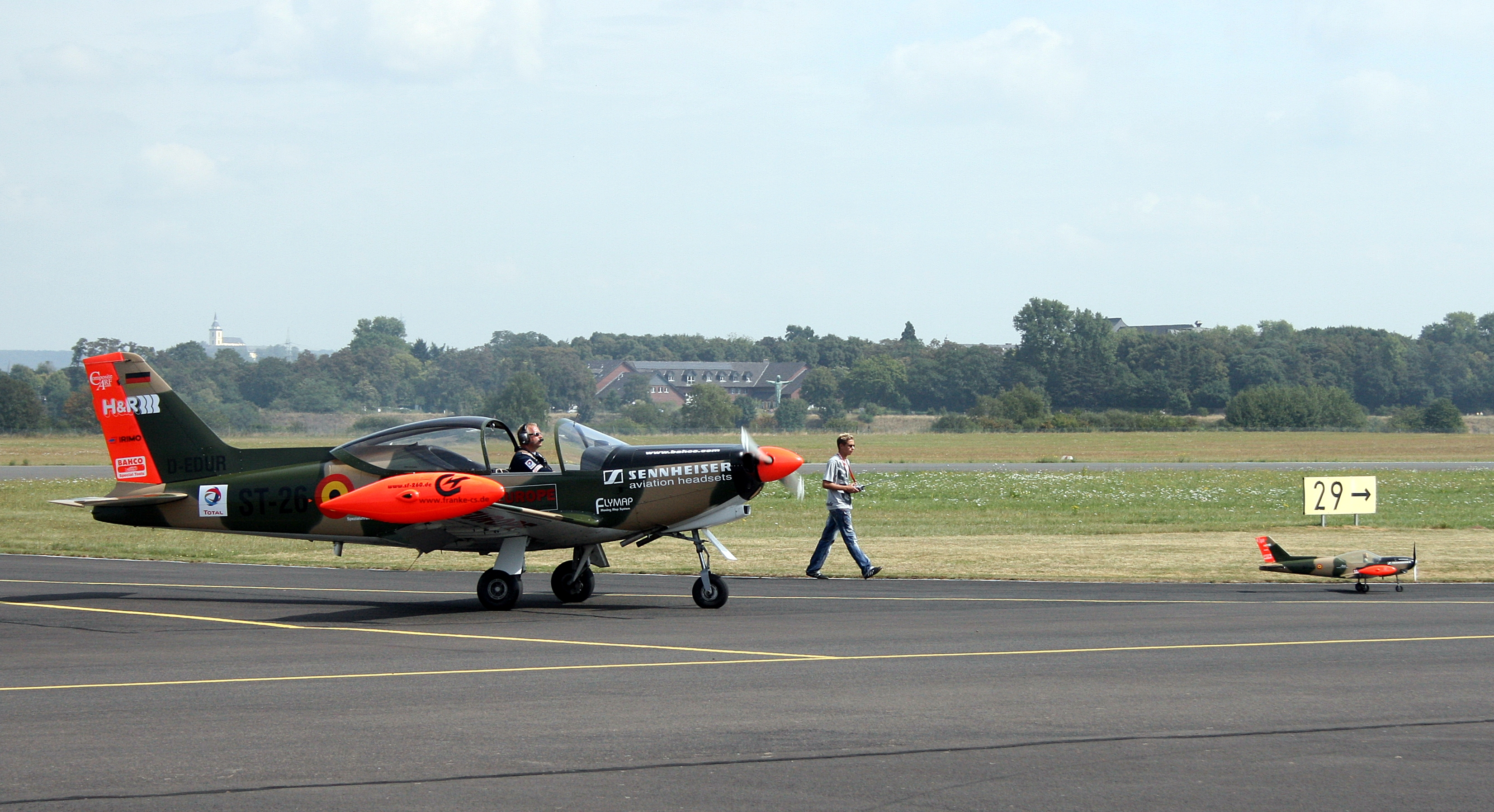
SF-260 de la Fuerza Aérea Belga en el Aeropuerto Bonn/Hangelar

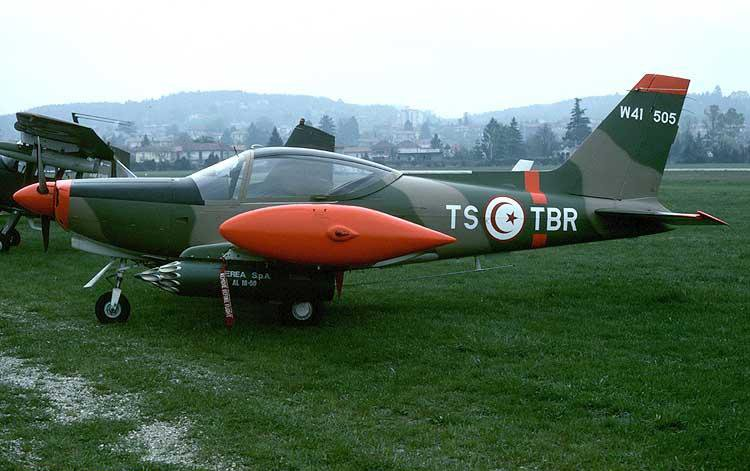
SF-260 tunecí

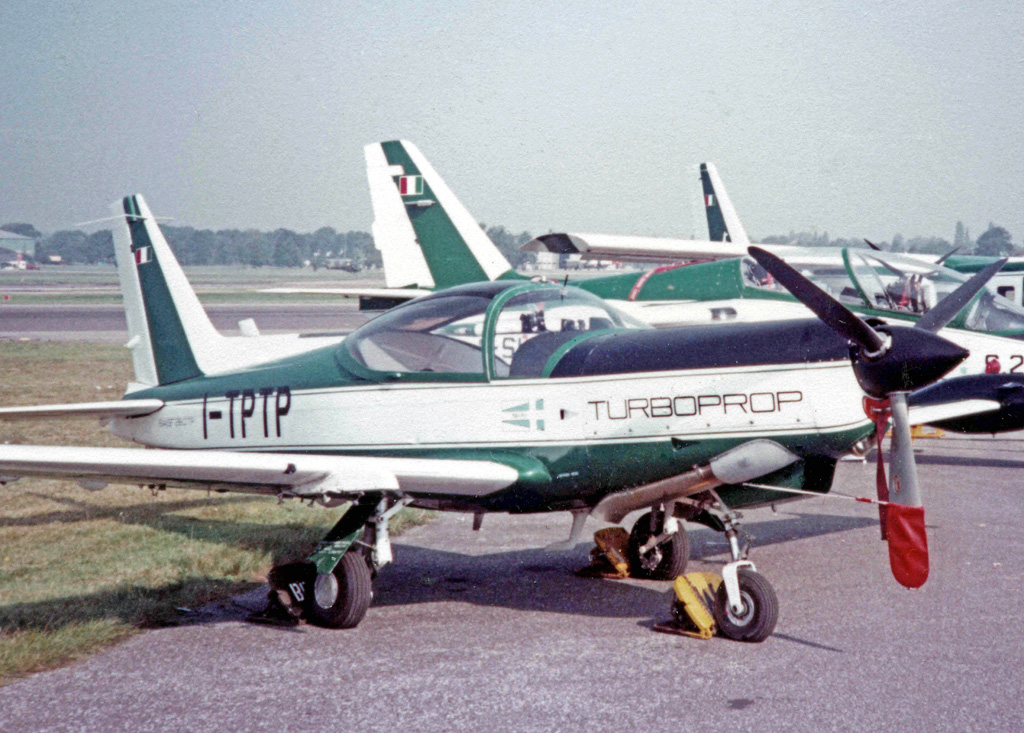
SF-260 en el Farnborough Air Show 1982

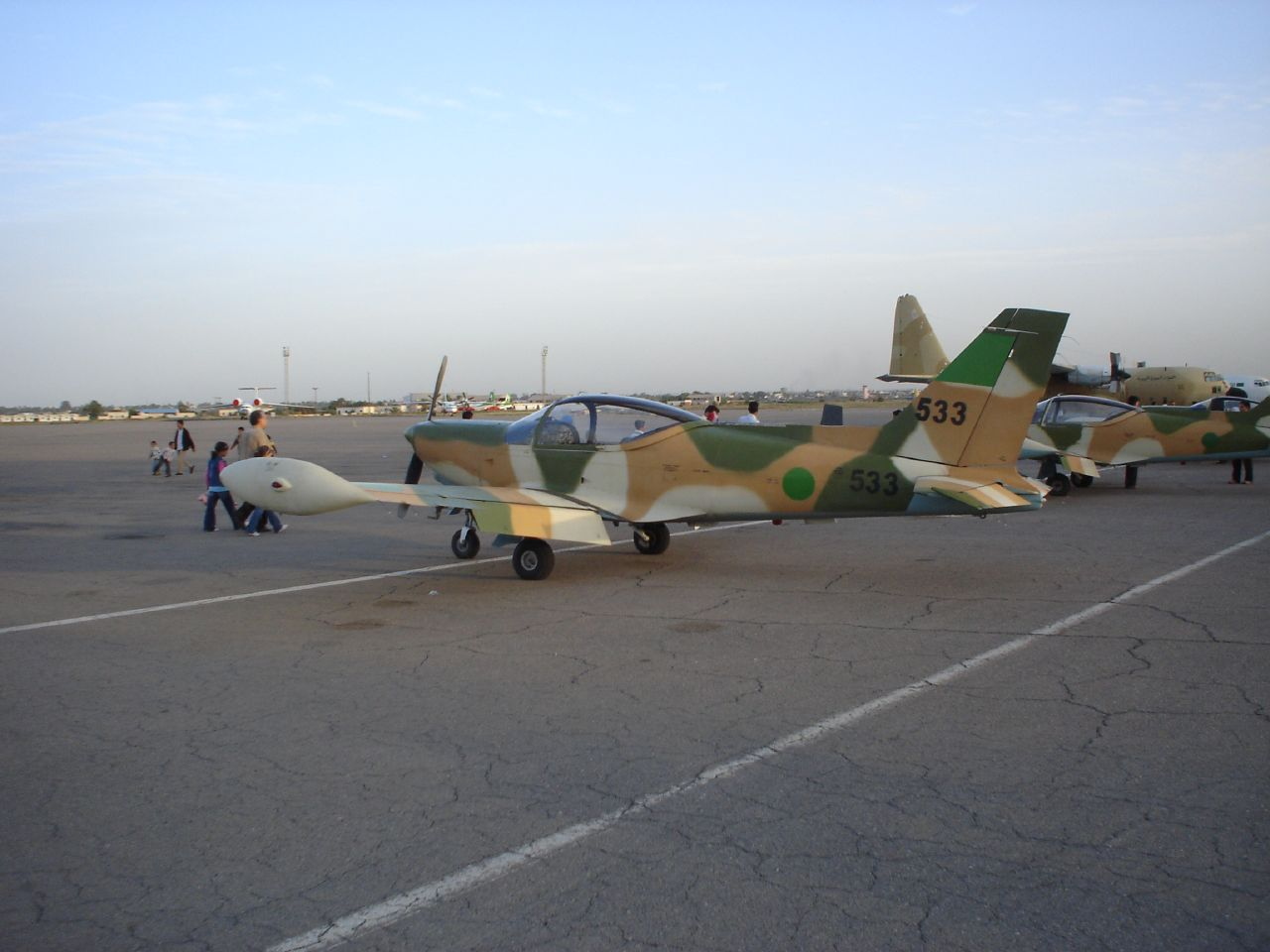
SF-260 Libio

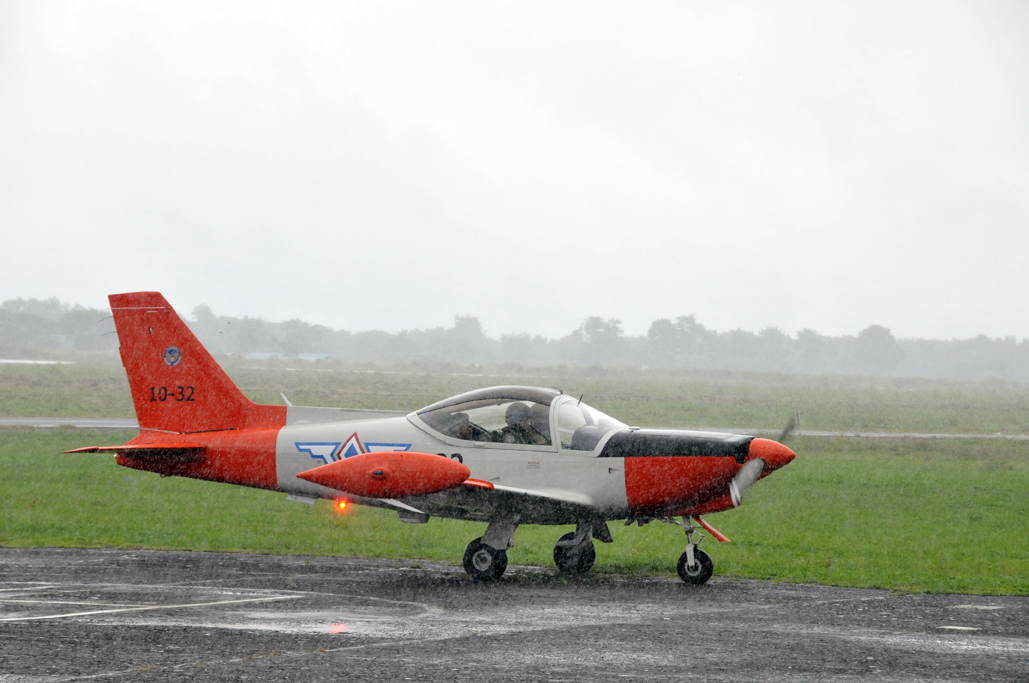
SF-260 de la Fuerza Aérea Filipina

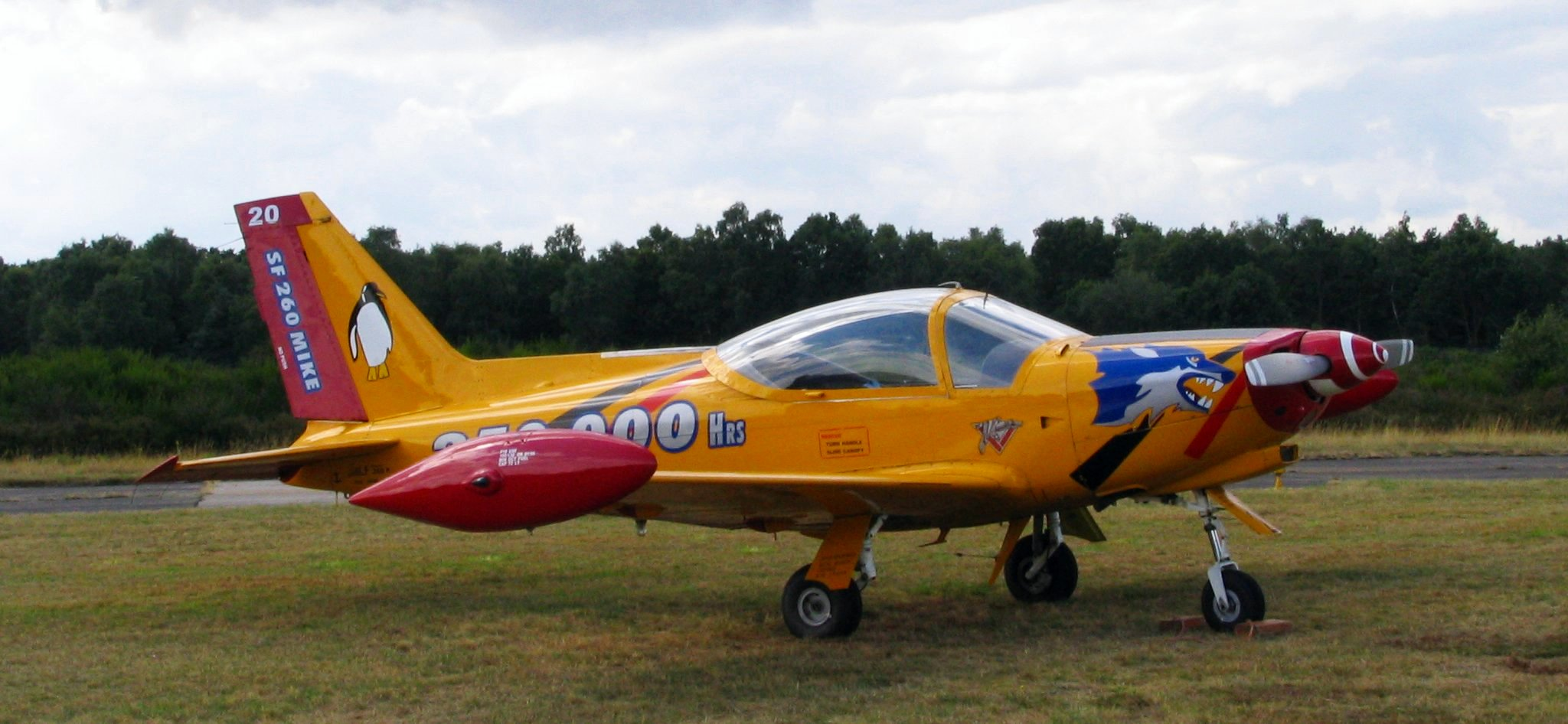
SF-260 acrobático de la Fuerza Aérea Belga

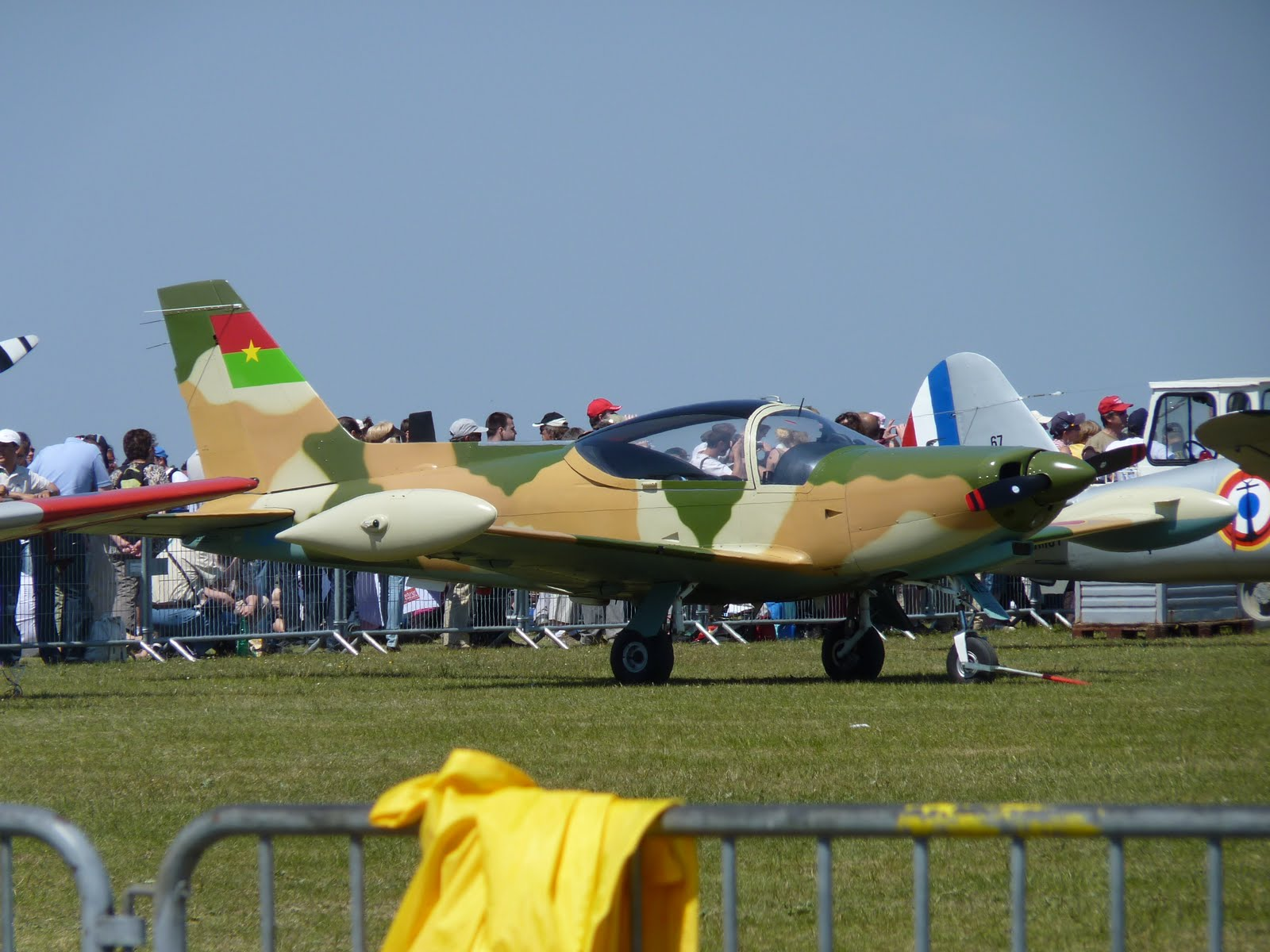
SF-260 de la Fuerza Aérea de Burkina Faso en el Salón Aeronáutico de La Ferté-Alais

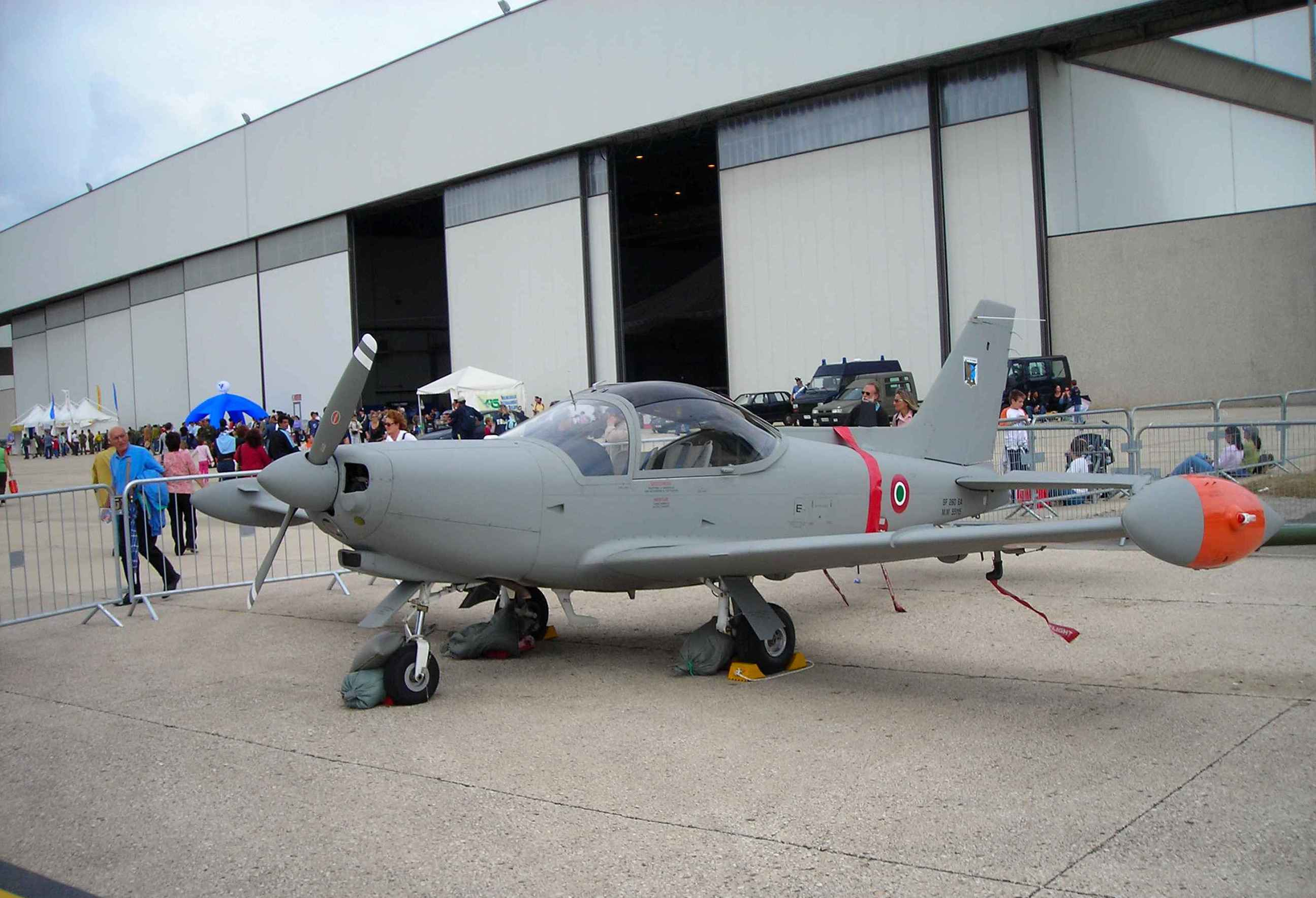
SF-260 de la Fuerza Aérea Italiana en la Base Aérea Pratica di Mare

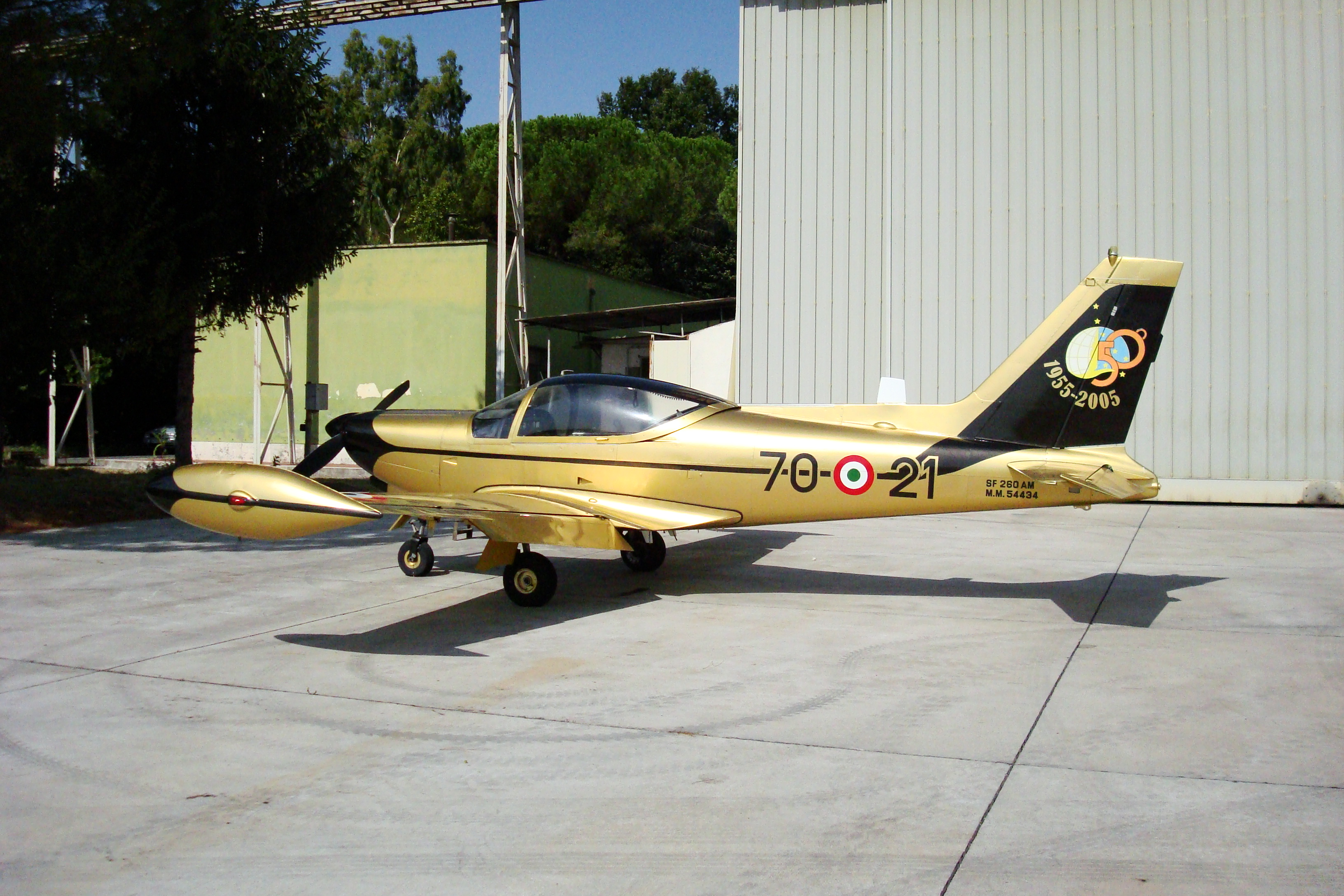
SF-260 de Aeronautica Militare

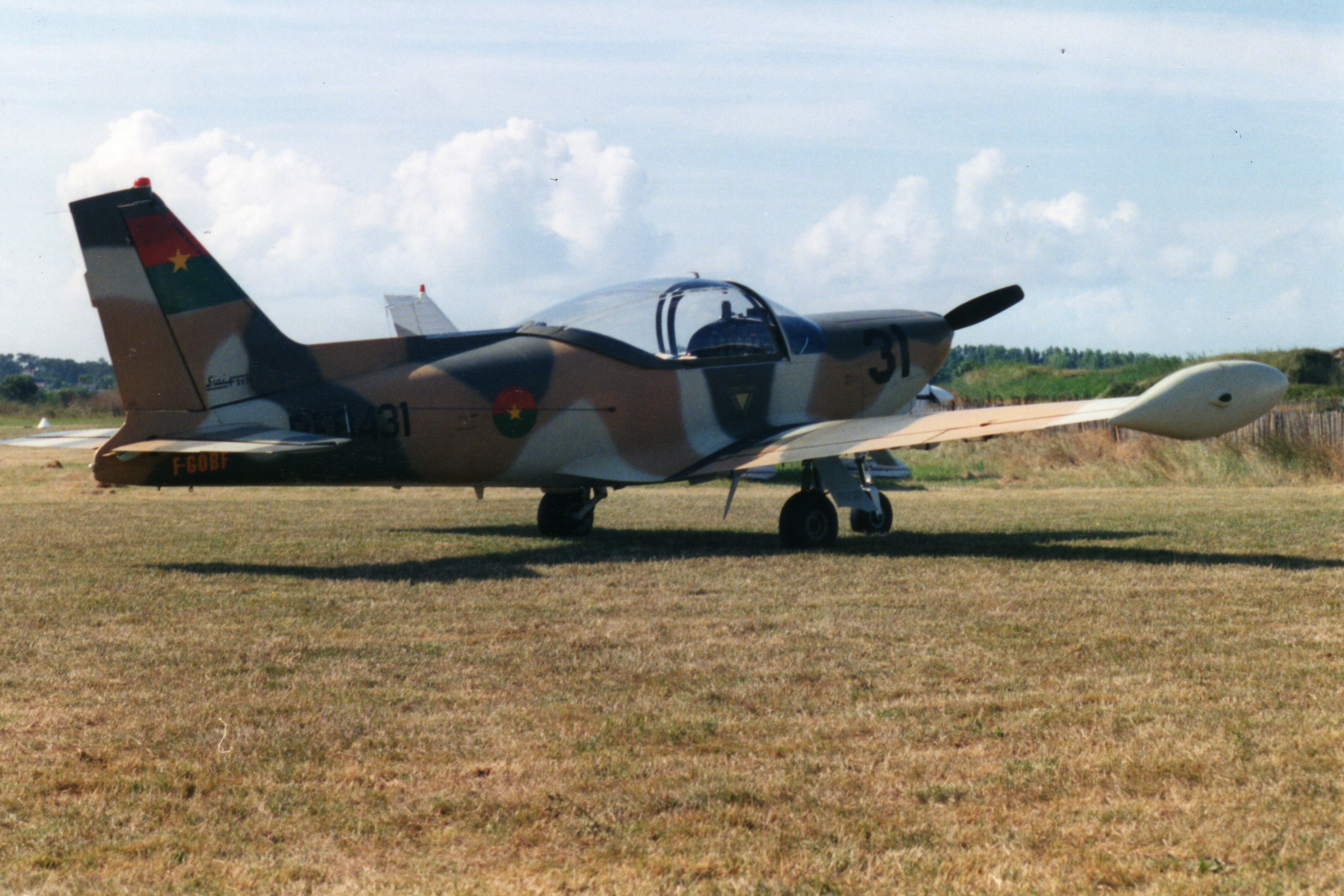
SF-260 de la Fuerza Aérea de Burkina Faso en el Aeropuerto de La Tranche-sur-Mer en Francia

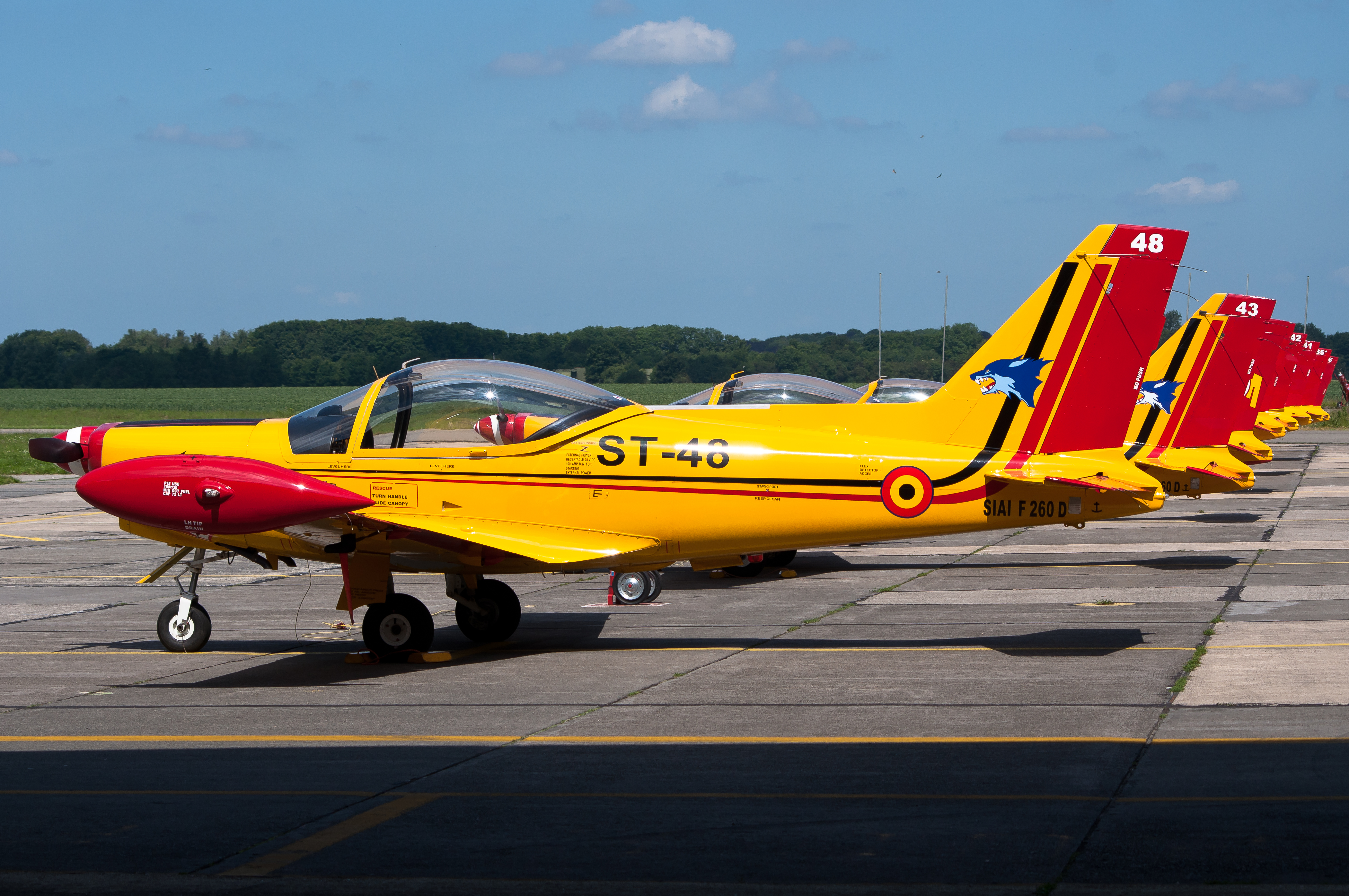
Fuerza Aérea Belga en la Base Aérea de Beauvechain

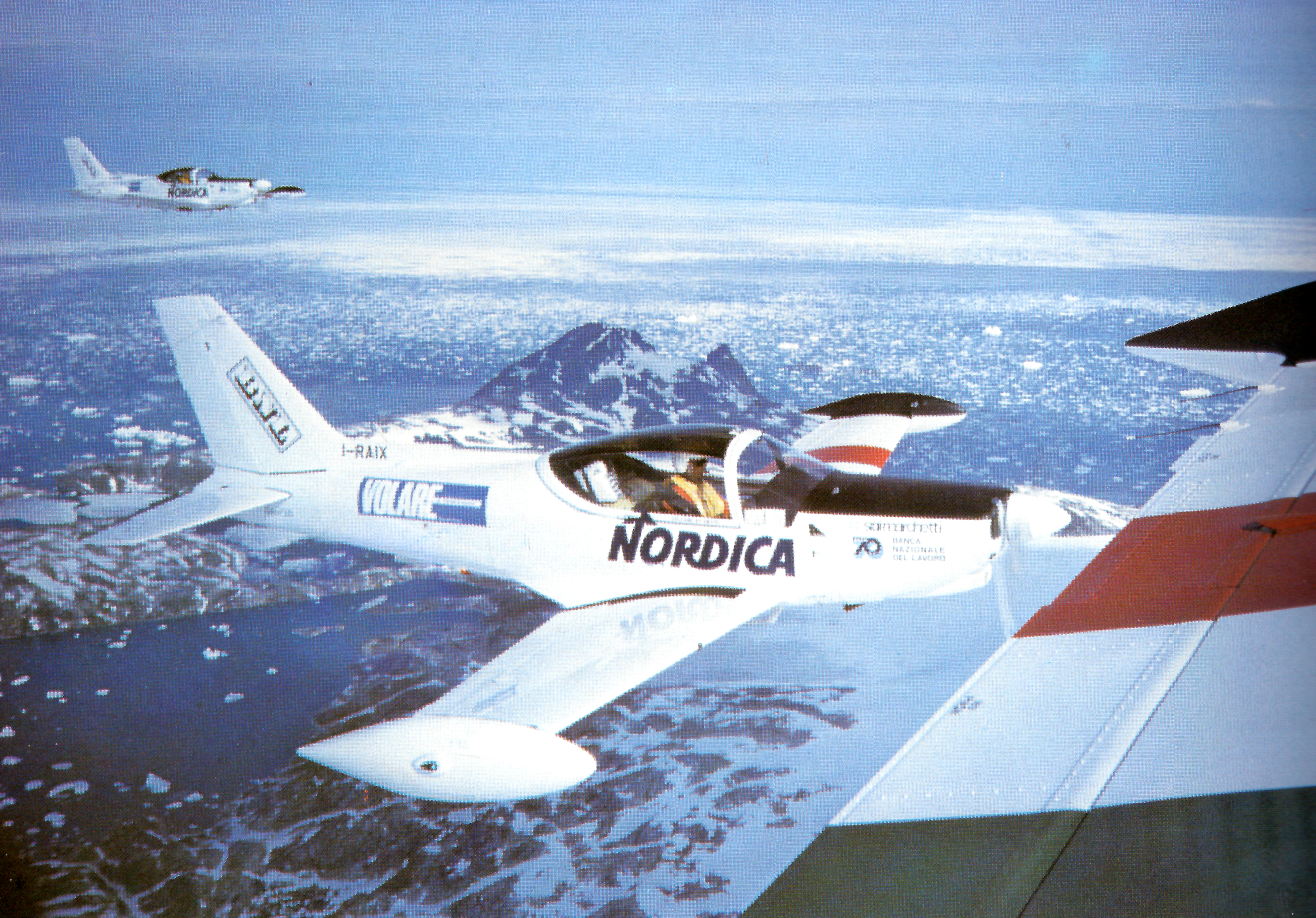

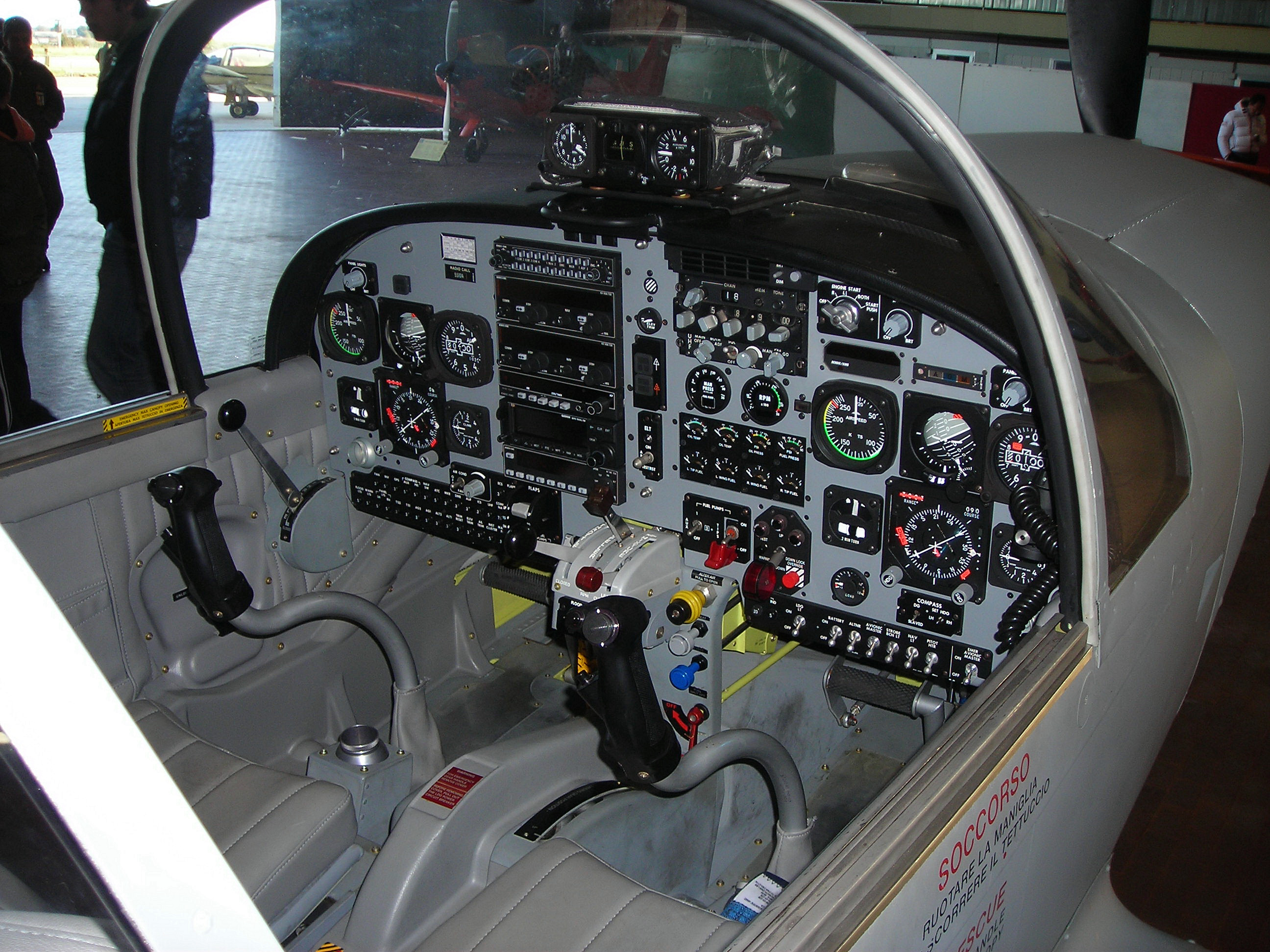
Cabina del SF-260

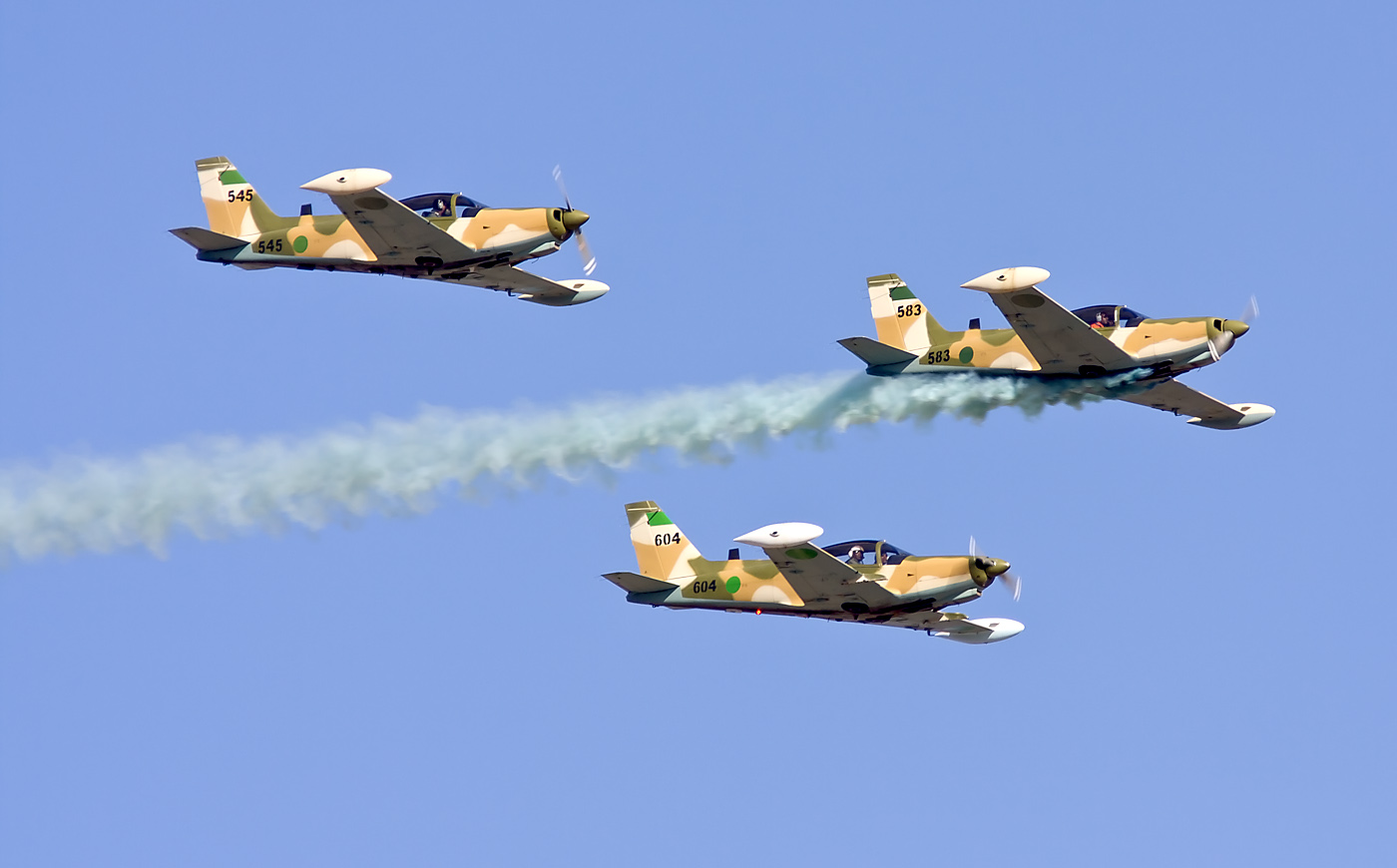
Formación de 3 SF-260's de la Fuerza Aérea Libia en el Aeropuerto Internacional Mitiga

El Aermacchi SF.260 es un avión ligero comercializado como avión de acrobacias y de entrenamiento militar. Fue diseñado por Stelio Frati, originalmente para la firma Aviamilano Costruzione Aeronautiche, que voló su primer prototipo (entonces designado F.260) el 15 de julio de 1964. La producción se inició cuando SIAI Marchetti compró el diseño poco después y continuó con esta empresa hasta que la compañía fue comprada por Aermacchi en 1997. Las versiones militares son populares entre las fuerzas aéreas más pequeñas ya que también puede ser armado para su uso en el papel de apoyo cercano y ataque a tierra.

## Diseño y desarrollo
El diseño es uno convencional, con un ala baja y tren de aterrizaje triciclo retráctil, y es a menudo elogiado por sus líneas elegantes y aspecto deportivo. El piloto y un máximo de dos pasajeros (o el piloto y un alumno en las versiones de entrenamiento) se alojan en una cabina ampliamente acristalada.
El avión fue comercializado en los Estados Unidos a finales de 1960 como Meteor Waco, a pesar de que no estaba en absoluto relacionado con la constructora de aviones Waco. Treinta SF.260EA - la versión más reciente - fueron entregados a la Fuerza Aérea Italiana en 2005 por un precio total de 33 millones de euros (40 millones de dólares).

## Variantes
Aviamilano
- F.250 - primer prototipo propulsado por un motor Lycoming AEIO-540- de 187 kW (250 caballos)
- F.260 - dos prototipos propulsados por un motor Lycoming O-540-E4A5 de 194 kW (260 caballos)

SIAI Marchetti
- SF.260 - versión de producción del F.260
- SF.260A - Versión de producción inicial. Construido en pequeñas cantidades.
- SF.260M - versión militarizada, con fuselaje reforzado y mejora de la aerodinámica
- SF.260AM - versión de la Fuerza Aérea Italiana. 33 construidos.
- SF.260ML - Versión de exportación a Libia. 240 construidos.
- SF.260W Guerrero - Versión militar con puntos de anclaje para armas
- SF.260SW Mar Guerrero - Guardacostas, aviones de protección de la pesca. Uno construido.
- SF.260B - versión civil que incorpora mejoras en el SF-260M. introducido 1974
- SF.260C - Versión mejorada del SF.260B. Introducido en 1977
- SF.260TP - Allison 250-B17D versión turbohélice del SF.260C, voló por primera vez en 1980
- SF.260D - SF.260C con el motor mejorado y otros refinamientos. Introducido en 1985
- SF.260E - SF.260D mejorado para competir por un contrato de la Fuerza Aérea de EE. UU., pero luego vendidos a otros compradores militares
- SF.260F - Como el anterior, con motor de inyección
- SF.260EA - la variante más reciente de la Fuerza Aérea italiana. 30 fabricados

## Historia operacional

### Sri Lanka
Seis SF.260TP fueron entregados en 1985, para usarse en la formación de pilotos. Pero también fueron más tarde empleados en el papel de ataque ligero en la guerra contra los Tigres Tamiles. Dos aviones antigua fábrica de la demostración fueron entregados en 1986 para reemplazar aviones perdidos, añadido por tres aviones de nueva construcción en 1988. Todos los aviones SF.260 están en el ala de entrenamiento N º 1 en la base aérea de Anuradhapura SLAF. La flota de SF.260TP se amplió en 1990-1991 con la entrega de doce SF.260W en Birmania. Los SF.260W fueron retirados del servicio en el año 2001, siendo reemplazados por las aeronaves de construcción china Nanchang PT-6. La flota de SF.260TP se retiró años más tarde.
Dos aviones se perdieron en combate y se enumeran como sigue:
- 13 de septiembre de 1990: Un SF.260TP SLAF fue derribado cerca de Palay. El piloto murió.
- 14 de julio de 1992: Un SF.260TP SLAF fue derribado por los LTTE. Piloto muerto.

### Chad
Chad informó a las Naciones Unidas que durante el conflicto con Libia había destruido ocho SF.260WL de la Fuerza Aérea Libia y capturado otros nueve, además de la destrucción y la captura de otros equipos. Puede ser que hasta seis SF.260WL libios fueran reasignados a la Fuerza Aérea de Chad. En 1988, cuatro SF.260W fueron identificados como miembros en activo, dos de ellos fueron reacondicionados un año más tarde en Francia.
En noviembre de 2006 Libia suministró a Chad cuatro aviones SF.260W, incluida la tripulación, debido a los conflictos entre Chad y Sudán sobre la zona de Darfur. Una nueva aeronave SF.260W fue derribada el 28 de noviembre, durante su primera misión en Chad, por las fuerzas rebeldes, matando a la tripulación.

### Libia
Se convirtió en un importante cliente de la SF.260 SIAI Marchetti con un pedido de 240 unidades, en parte para ser ensamblados en una nueva planta cerca de Trípoli. La cantidad de SF.260W que fueron entregados se desconoce, pero las entregas comenzaron en 1977 o 1978. Durante el inicio, aparecieron problemas por un embargo de EE. UU. sobre la aviónica. Según se informa los elementos que se fabricaban en EE. UU., fueron sustituidos por un radar francés, lo que llevó a retrasos en la entrega. A finales de 1970 un gran número de SF.260 estaban estacionados en Vergiate esperando a su entrega. El SF.260WL fue diseñado para ser utilizado por la Academia de la Fuerza Aérea para entrenamiento de pilotos, pero también se utilizó para apoyo en tierra de las tropas del ejército durante la guerra fronteriza con Chad. En general no se sabe mucho acerca de la vida útil de la aeronave. El gobierno de Libia apoyaba a los países amigos con armas, y una serie de SF.260W fueron entregados a fuerzas aéreas como las de: Burkina Faso, Burundi, Nicaragua o Uganda y podría haber otras. En 1987 el Chad informó a las Naciones Unidas de la destrucción de 8 F.260 y la captura de otros 9 durante la guerra fronteriza con Libia. Algunos de estos aviones libios de segunda mano podrían haber llegado al mercado de los EE. UU.
Alenia Aermacchi renovó 12 SF.260 instructores principales de la Fuerza Aérea Libia. El trabajo se llevará a cabo conjuntamente por Alenia Aermacchi y la italo-libia basada en Trípoli Advanced Technology. Alenia Aermacchi dice que el contrato cubría la revisión de la estructura y los sistemas de la aeronave SF.260, incluyendo sus hélices y motores. El trabajo se realizó entre 2007 y 2008. Una de esas aeronaves fue aplastada por un carro de combate en la base aérea de Misrata, durante un ataque en la reciente guerra civil libia.

### Nicaragua
La Fuerza Aérea Sandinista recibió entre cuatro y seis SF.260W como apoyo de Libia. Estos pueden haber sido utilizados en el papel de ataque a los Contras y en el papel de la formación de pilotos. No hay más información conocida. Tres SF.260s aparecieron en los EE. UU. en el mercado de segunda mano, un cuarto fue lentamente reconstruido en Guatemala. Ya no están en servicio.

### Rodesia
A pesar de un embargo de armas, dos lotes de aviones SF.260 fueron entregados en 1977. Para adquirirlos, varios equipos viajaron por el mundo en su busca. A través de diversas rutas, llegaron 17 aviones SF.260C y 14 SF.260W. Los primeros se utilizaron para la instrucción, mientras que los "guerreros" estaban siendo utilizados para operaciones de ataque ligero y de escolta de convoyes. Según informes entre 1984-1985, 8 SF.260W se convirtieron en SF.260TP mediante la sustitución del motor de pistón por motor turbohélice.

### Zimbabue
Se anunció en el Salón de París 1997 que la Fuerza Aérea de Zimbabue había pedido seis aviones F.260F, convirtiéndose así en el primer operador de este nuevo modelo. En junio de 1998 tres F.260F fueron vistos en pruebas de vuelo en la base de Aermacchi de Venegono. Los seis debían haber sido entregadas en 1998.

### Filipinas
En la década de 1970 se hizo un pedido de 48 SF.260 dividido en 32 SF.260M y 16 SF.260W. Los primeros seis SF.260 fueron entregados en mayo de 1973, reemplazando a los T-34A Mentor en el Ala del Entrenamiento Número 100 de la Base Aérea Fernando.
El ala 15, en la base aérea de Sangley Point, recibió el Guerrero SF.260W como una adición a los North American T-28 Trojan. Estos fueron utilizados posiblemente en combate contra las fuerzas rebeldes en el sur de Filipinas. Sin embargo, poco se sabe acerca de su vida útil. En la década de 1980, los sobrevivientes fueron desarmados y trasladados al Ala de Entrenamiento 100 para su uso como instructores.
La Fuerza Aérea Filipina firmó con Agusta un contrato para la entrega de 18 turbohélices SF.260TP el 31 de diciembre de 1991, sustituyendo a los SF.260M/W en el papel de entrenador. El primer SF.260TP se observó en el país el 1 de julio de 1993.
Con el "Proyecto de Layang", la fuerza aérea planeaba actualizar 18 aviones SF.260M / W a la variante SF.260TP, mediante la sustitución del motor de pistón Lycoming por el motor turbohélice Allison 250-B17D, junto con nuevos elementos en la aviónica. El primer SF.260 actualizado fue entregado en 1996.
Filipinas ha concluido un acuerdo con Alenia Aermacchi por 18 SF.260F de nueva construcción. Los 18 fueron ensamblados localmente por las Industrias Aerotech Filipinas y entregados por Aermacchi Italia, en abril de 2011.

### Burkina Faso
Su fuerza aérea contaba con seis SF.260W vendidos por Filipinas.

## Usuarios

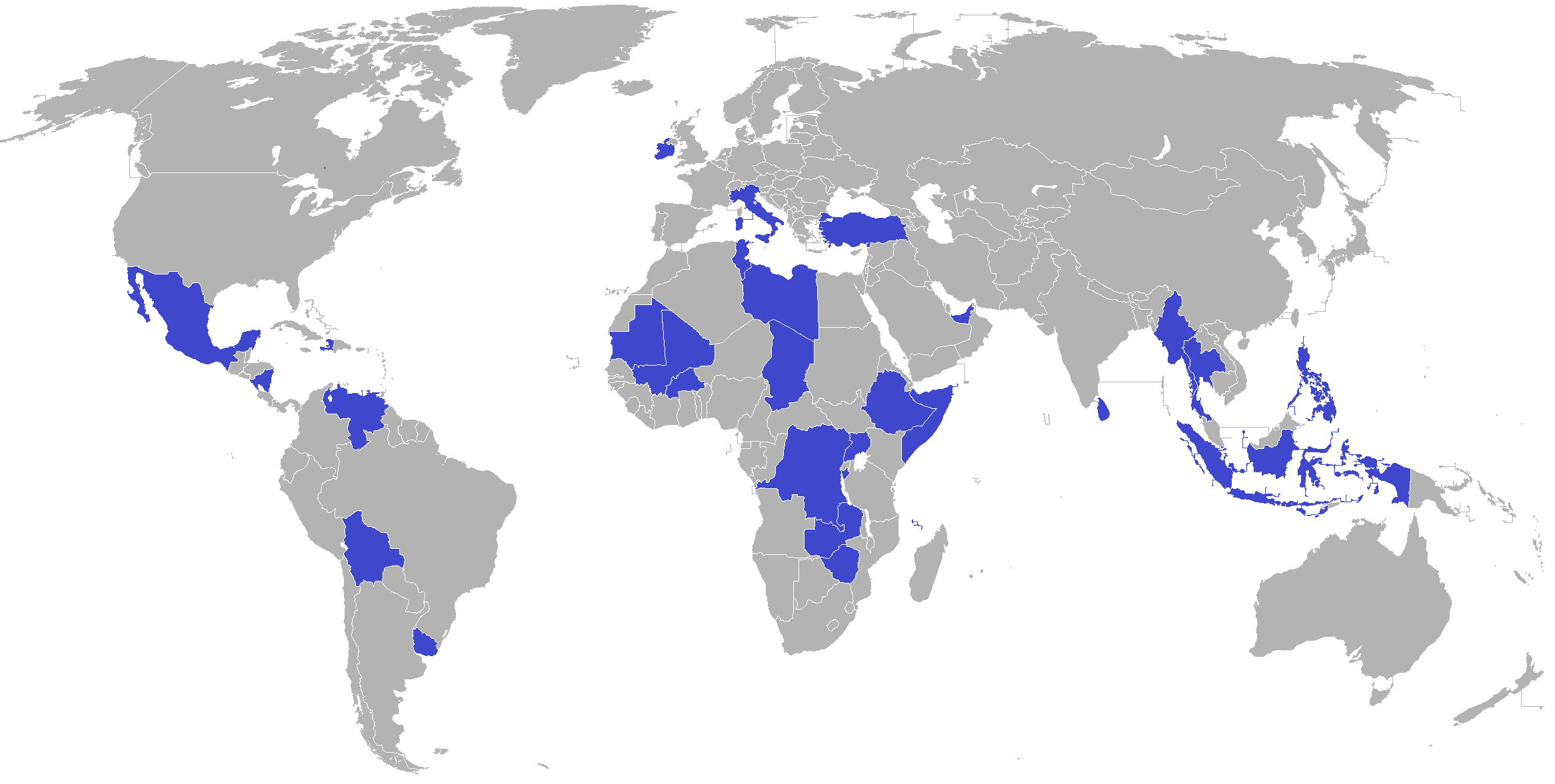
Países operadores del avión Aermacchi SF-260.

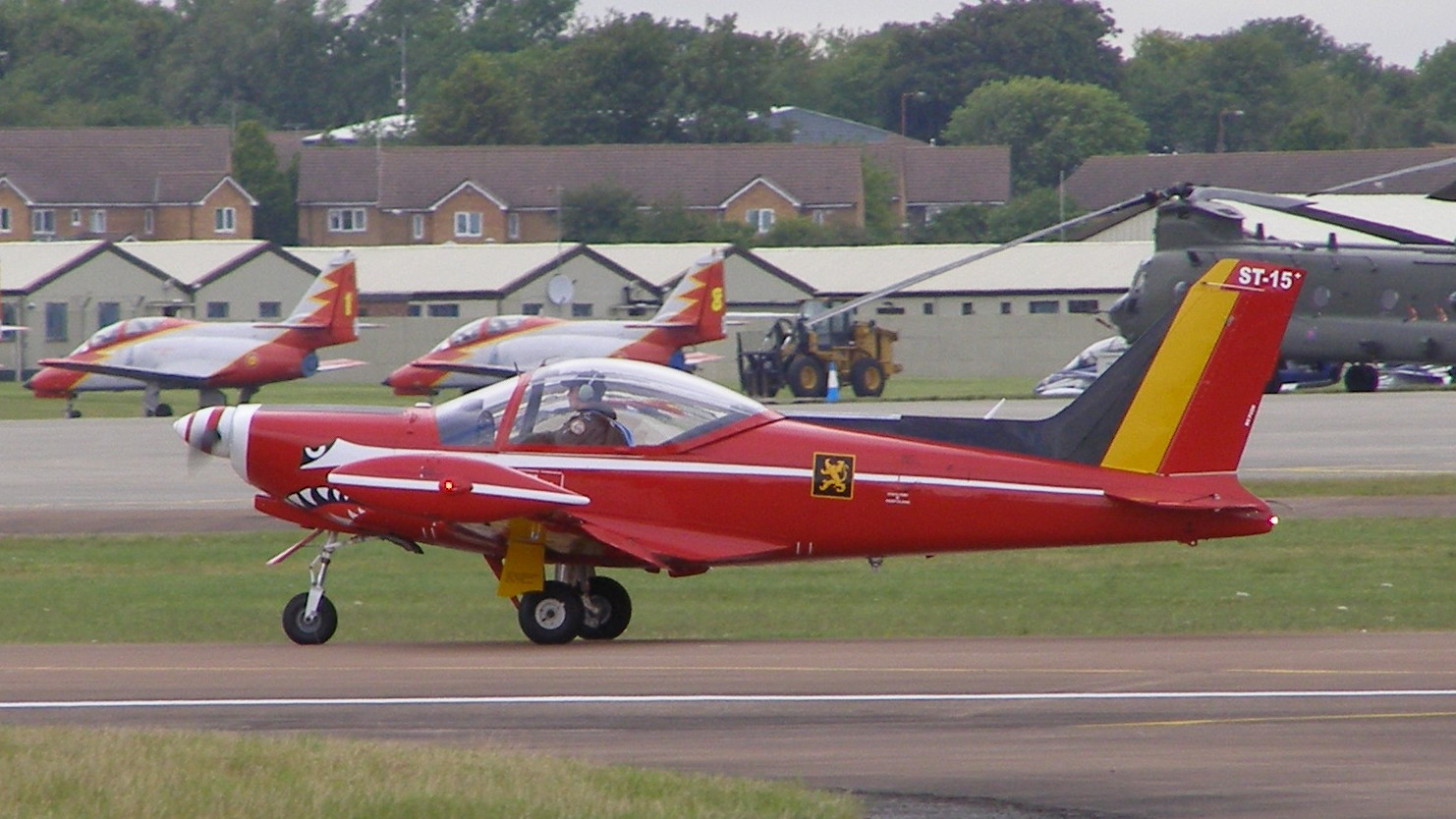
SF.260 Belga durante el Royal International Air Tattoo 2011

### Actuales
- Bélgica: Fuerza Aérea Belga
- Burundi: Fuerza Aérea de Burundi
- Burkina Faso: Fuerza Aérea de Burkina Faso
- Chad: Fuerza Aérea de Chad
- Comoras: Aviación Militar de Comoras
- Etiopía: Fuerza Aérea de Etiopía
- Indonesia: Fuerza Aérea de indonesia
- Italia: Fuerza Aérea Italiana
- Marruecos: Real Fuerza Aérea Marroquí
- Libia: Fuerza Aérea Libia
- Mauritania: Fuerza Aérea de Mauritania
- Filipinas: Fuerza Aérea de Filipinas
- Túnez: Fuerza Aérea Tunecina
- Turquía: Fuerza Aérea Turca
- Uganda: Fuerza Aérea de Uganda
- Uruguay: Fuerza Aérea Uruguaya
- Venezuela: Aviación Militar Bolivariana
- Zambia: Fuerza Aérea de Zambia
- Zimbabue: Fuerza Aérea de Zimbabue

### Antiguos
- Bolivia:  Fuerza Aérea Boliviana

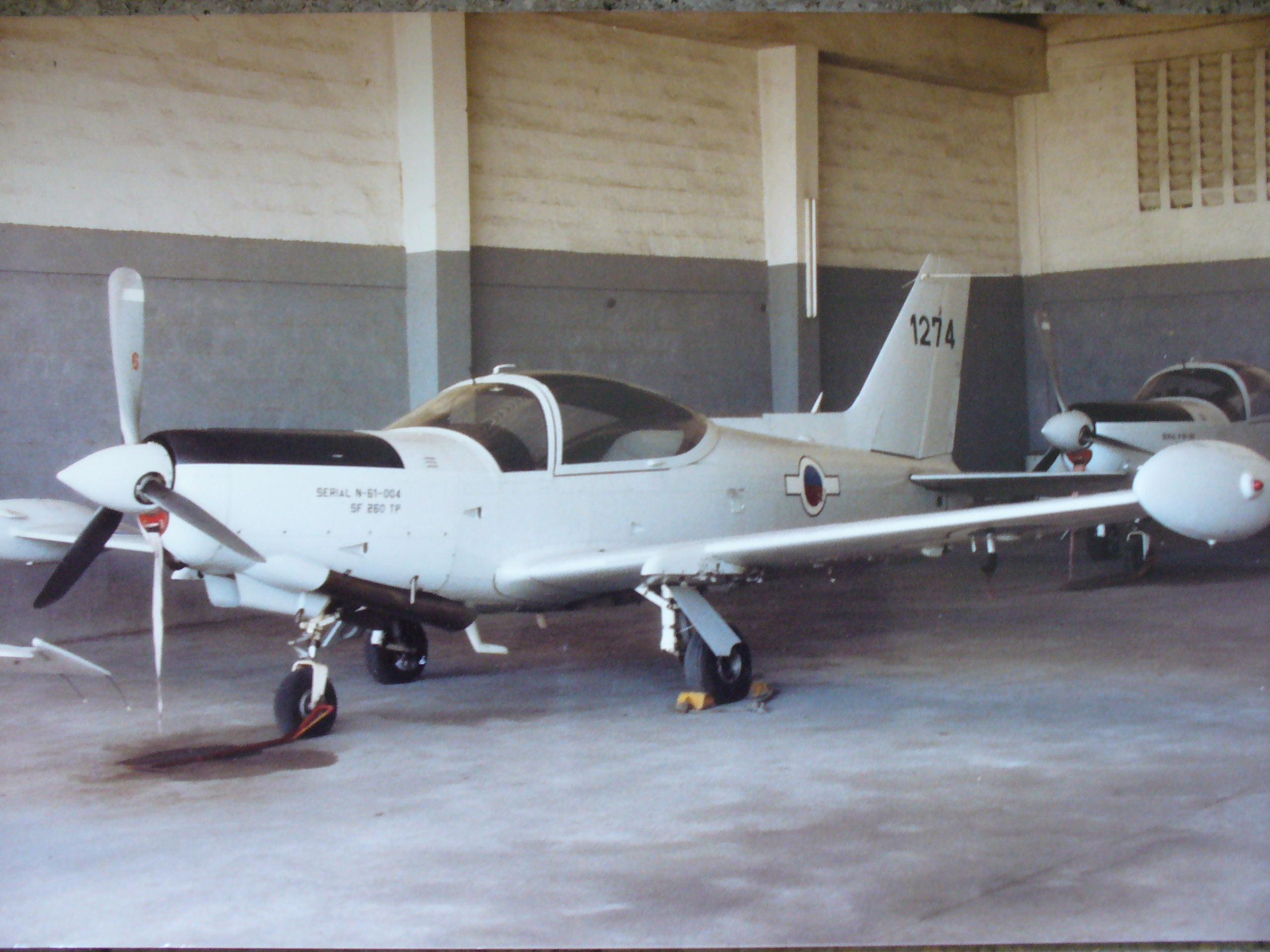
SF-260TP del Cuerpo de Aviación Haitiano

- Brunéi:  Real Fuerza Aérea de Brunéi
- Birmania:  Fuerza Aérea de Birmania
- Haití:  Fuerza Aérea de Haití
- Irlanda:  Cuerpo Aéreo Irlandés
- México: Fuerza Aérea Mexicana: 30 aparatos fueron entregados en el año 2000 y todos fueron dados de baja en 2015, siendo reemplazados por 25 aviones Grob-120TP.[1]
- Nicaragua:  Fuerza Aérea Sandinista
- Rodesia:  Fuerza Aérea de Rodesia
- Singapur:  Fuerza Aérea de la República de Singapur
- Somalia:  Cuerpo Aeronáutico Somalí
- Sri Lanka:  Fuerza Aérea de Sri Lanka
- Tailandia:  Real Fuerza Aérea Tailandesa
- Emiratos Árabes Unidos:  Fuerza Aérea de los Emiratos Árabes Unidos
- Zaire :  Fuerza Aérea de Zaire

## Características generales

### Ficha técnica
- Tripulación: dos (alumno e instructor)
- Longitud: 7 m (23 pies 0 pulgadas)
- Envergadura: 8,22 m (26 ft 11,75 in)
- Altura: 2,6 m (8 ft 6 in)
- Superficie alar: 10,1 m²
- Peso en vacío: 675 kg (1.488 lb)
- Peso cargado: 1.100 kg
- Planta motriz: 1 × Lycoming O-540-E4A5 o 1 × Allison 250-B17D

### Rendimiento
- Velocidad máxima: 441 km/h (237 nudos, 276 mph)
- Alcance: 2.050 km (1.107 mn, 1274 millas)
- Techo de vuelo: 5.790 m (19 000 pies)
- Régimen de ascenso: 9,1 m/s (1791 pies/min)

### Armamento
- Dos puntos de anclaje, cada uno puede llevar 300 kg de armas.

## En el cine
- Daniel Craig y Olga Kurylenko son perseguidos sobre Bolivia por una pareja de estos aparatos en el transcurso de 'Quantum of Solace'.